# Sonnet (chanson)
Pour les articles homonymes, voir Sonnet.
Singles de The Verve
Bitter Sweet Symphony
(1997) Love Is Noise
(2008)
Pistes de Urban Hymns
Bitter Sweet Symphony The Rolling People
Sonnet est une chanson du groupe britannique de Britpop The Verve, tirée de leur troisième album, Urban Hymns. Elle est sortie le 2 mars 1998 comme quatrième single de cet album, et a atteint la 74e position sur le UK Singles Chart. En effet seuls 5 000 copies de vinyles 12 tours ont été vendus, formant une édition limitée. Quatre cassettes (demo tape) ont également été vendues sur internet par le groupe quelques semaines avant leur seconde séparation fin 1998 (voir Histoire du groupe, ce qui fait de ce single leur dernière publication avant le single Love Is Noise 10 ans plus tard. Le single est également disponible en format numérique sur l’iTunes Store sous le nom de Sonnet - EP, et possède la même liste des titres que les vinyles.
La chanson a la même structure musicale que The Drugs Don't Work, le second single de Urban Hymns : un mélange de guitare électriques et acoustique douces, jouées sur cinq cordes, une batterie jazz et des cordes. La chanson est de plus imprégnée du blues que l'on sent également dans The Drugs Don't Work ou dans History.
Le clip montre le chanteur Richard Ashcroft jouant de la guitare et chantant assis sur une chaise avec un fond composé de paysages changeants.

## Liste des pistes
- Vinyle 12" HUTTX100

1. Sonnet - 4:21
2. Stamped - 5:32
3. So Sister - 4:11
4. Echo Bass - 6:38

- Cassette

1. Sonnet - 4:21
2. Echo Bass - 6:38
3. So Sister - 4:11